# The Pilot (Doctor Who)
"The Pilot" é o primeiro episódio da décima temporada da série de ficção científica britânica Doctor Who, transmitido originalmente através da BBC One em 15 de abril de 2017. Foi escrito por Steven Moffat e introduz Pearl Mackie como Bill Potts, a nova acompanhante do Décimo segundo Doutor (Peter Capaldi). O episódio também conta com retorno dos Daleks, vistos pela última vez na abertura da nona temporada.

## Enredo
Algum tempo depois dos acontecimentos de "The Return of Doctor Mysterio", o Doutor (Peter Capaldi) e Nardole (Matt Lucas) disfarçaram-se como um professor e um ajudante, respectivamente, na St. Luke's University em Bristol. Bill Potts (Pearl Mackie), que trabalha na cantina da universidade, é chamada para a sala do Doutor, que nota sua presença em todas as suas aulas, observando que ela sorri com curiosidade quando confrontada com algo que ela não sabe.
Enquanto isso, Bill tem que enfrentar sua mãe adotiva Moira (Jennifer Hennessy) a respeito de sua sexualidade, já que ela ama uma mulher chamada Heather (Stephanie Hyam). Mais tarde, quando elas se encontram, Heather pede a Bill para inspecionar uma poça misteriosa, ponderando se ela podia ver o que havia de errado com o seu reflexo, a que ela não vê nada de diferente. Bill descreve Heather como tendo "uma estrela no seu olhar", em referência a sua heterocromia. Dentro da poça, uma voz misteriosa observa que sua busca por um piloto já começou. Bill torna-se aluna do Doutor, com este pedindo que ela se encontre todos os dias da semana às 18 horas sem falhar.
Um dia, Bill volta a encontrar-se com Heather, que desta vez a encoraja a olhar para a poça. Ela permanece indiferente, mas dirige sua preocupação ao Doutor, que mostra curiosidade sobre a poça. Ele a investiga, e denota que não podia ver nada de errado com seu reflexo já que seu rosto é perfeitamente simétrico, ao contrário de Heather. Bill volta para seu apartamento e encontra alguém fazendo barulhos com água no banheiro. Após inspecionar, ela é perseguida por um corpo de água em movimento, que se assemelha à Heather fisicamente. Buscando abrigo, ela corre em pânico para a sala do Doutor na universidade, onde figura semelhante à Heather se materializa para surpresa do Doutor.
Ele então a força a entrar na TARDIS juntamente com Nardole, fugindo. Eles primeiro pousam em Sydney, onde o Doutor confirma que ele é um alienígena para ela. Sua breve conversa é interrompida pela manifestação de Heather perseguindo-os de dentro de um banheiro público. Bill logo percebe que Heather está morta, e o alienígena que tomou sua forma estava mandando uma mensagem para tentar sair da Terra e ir para casa. O Doutor então os leva a bordo de uma nave espacial Dalek durante uma batalha entre os Daleks e os Movellanos. Heather retorna e persegue-os, enquanto Nardole desativa os escudos, impedindo que os Daleks causem dano a eles. Um Dalek solitário encurrala o Doutor e Bill e prepara-se para exterminá-los. Os dois desviam e o tiro acerta Heather. Eles retornam e percebem que Heather assumiu a forma do Dalek. O Doutor fica intrigado com a capacidade da criatura de replicar a fala de outra pessoa, e deduz que ela está seguindo Bill porque seu último pensamento consciente foi ficar com Bill. De coração partido, Bill relutantemente concorda em convencer a criatura a deixá-la ir, e ela desaparece.
O Doutor os leva de volta para a universidade, onde ele tenta limpar a mente de Bill, que se recusa. Ele então ordena que ela vá embora, mas quando Bill saiu do local, ela fica chocada ao encontrar o Doutor esperando por ela com a TARDIS, aparentemente mudando de ideia. O episódio termina com Bill aceitando o pedido do Doutor de viajar com ele.

### Continuidade
O Doutor tem fotos de sua esposa, River Song, e de sua neta, Susan Foreman, em sua mesa, juntamente com uma coleção de suas chaves de fenda sônicas, tanto da série clássica como da atual. Ele também tem na mesa um modelo de um corvo, uma referência à morte de Clara Oswald no episódio "Face the Raven".
Anteriormente visto em "Before the Flood", o Doutor tem um busto de Beethoven em seu escritório. Ele também toca a abertura da Quinta Sinfonia em sua guitarra elétrica, também como naquele episódio. Um busto de Shakespeare é mantido no peitoril da janela, uma referência a "The Shakespeare Code", que tem um retrato de vitral de Robin de Loxley ("Robot of Sherwood").
Bill faz a reação clássica ao ver o interior da TARDIS - "É maior por dentro do que por fora!" - mas demora mais para dizê-la. Nardole então explica a ela que aquilo era como colocar uma caixa grande dentro de uma caixa menor; O Quarto Doutor demonstrou isso a Leela em Robots of Death de forma semelhante. Bill também menciona que o acrônimo TARDIS só funciona em inglês. Em An Unearthly Child, a neta do Doutor mencionou que ela fez o nome TARDIS das iniciais de "Time And Relative Dimensions In Space" (Tempo e Dimensões Relativas no Espaço).
Ao ser perseguido pela poça, a tripulação da TARDIS viaja para a guerra entre os Daleks e os Movellanos, vistos pela última vez na história Destiny of the Daleks do Quarto Doutor.
O Doutor prepara-se para limpar as memórias de Bill de suas experiências como ele fez com Donna Noble em "Journey's End". Quando Bill pergunta ao Doutor como ele se sentiria tendo sua memória limpada, o tema musical de Clara toca ao fundo, fazendo referência aos eventos de "Hell Bent".

## Produção
A leitura deste episódio e episódio seguinte, "Smile", ocorreu em 14 de junho de 2016. As filmagens começaram em 20 de junho de 2016 e foram concluídas em 28 de julho de 2016. Foi intitulado originalmente como "A Star in Her Eye" ("Uma Estrela em Seu Olhar"), mas em março de 2017 o título foi alterado para "The Pilot" para refletir o "reinício" do programa com a nova temporada.